# おものがわ農業協同組合
おものがわ農業協同組合（おものがわのうぎょうきょうどうくみあい）は、かつて秋田県横手市に本所を置いていた農業協同組合。

## 概要
愛称はJAおものがわ。同市雄物川町地域のほとんどを営業エリアとしていた（里見地区は、元から秋田ふるさと農業協同組合のエリアとなっており、同地区の信用事業等は、店舗統合で平鹿支店の管轄となっている）。
2012年4月1日付で、秋田ふるさと農業協同組合に吸収合併され、解散。当組合の本所は、JA秋田ふるさとの雄物川総合支店（信用部門の口座店名は雄物川支店）となった。